# 45-й меридіан західної довготи
45-й меридіан західної довготи — лінія довготи, що лежить на 45 градусів західніше Гринвіцького меридіана. Вона проходить від Північного полюса через Північний Льодовитий океан, Гренландію, Атлантичний океан, Південну Америку, Південний океан та Антарктиду до Південного полюса.
В Гренландії меридіад визначає кордон муніципалітетів Аваната, Кекерталік і Кекката з муніципалітетом Сермерсоок та Гренландським національним парком.
45-й меридіан західної довготи формує велике коло разом із 135-тим меридіаном східної довготи.
Це центральний меридіан часового поясу UTC-3

## Список географічних об'єктів, що перетинає 45° зх. д.
Починаючи на Північному полюсі та рухаючись до Південного полюса, 45-й меридіан західної довготи проходить через:
| Координати                                                 | Країна, територія або море  | Примітки |
| ---------------------------------------------------------- | --------------------------- | --- |
| 90°0′ пн. ш. 45°0′ зх. д. / 90.000° пн. ш. 45.000° зх. д.  | Північний Льодовитий океан  | |
| 83°41′ пн. ш. 45°0′ зх. д. / 83.683° пн. ш. 45.000° зх. д. | Море Лінкольна              | |
| 83°8′ пн. ш. 45°0′ зх. д. / 83.133° пн. ш. 45.000° зх. д.  | Гренландія                  | Проходить через Землю Нансена[en]                                                                                      |
| 82°51′ пн. ш. 45°0′ зх. д. / 82.850° пн. ш. 45.000° зх. д. | Фьорд Йохана Коха[en]       | |
| 82°46′ пн. ш. 45°0′ зх. д. / 82.767° пн. ш. 45.000° зх. д. | Гренландія                  | Проходить через Землю Фройхена[en]                                                                                     |
| 82°36′ пн. ш. 45°0′ зх. д. / 82.600° пн. ш. 45.000° зх. д. | Фьорд Норденшельд[en]       | |
| 82°31′ пн. ш. 45°0′ зх. д. / 82.517° пн. ш. 45.000° зх. д. | Гренландія                  | Проходить через Землю Нерса[en]                                                                                        |
| 82°3′ пн. ш. 45°0′ зх. д. / 82.050° пн. ш. 45.000° зх. д.  | Фьорд Вікторія[en]          | |
| 81°46′ пн. ш. 45°0′ зх. д. / 81.767° пн. ш. 45.000° зх. д. | Гренландія                  | |
| 60°5′ пн. ш. 45°0′ зх. д. / 60.083° пн. ш. 45.000° зх. д.  | Атлантичний океан           | |
| 1°17′ пд. ш. 45°0′ зх. д. / 1.283° пд. ш. 45.000° зх. д.   | Бразилія                    | Мараньян — проходить через острів Мірінзал                                                                             |
| 1°24′ пд. ш. 45°0′ зх. д. / 1.400° пд. ш. 45.000° зх. д.   | Атлантичний океан           | |
| 1°30′ пд. ш. 45°0′ зх. д. / 1.500° пд. ш. 45.000° зх. д.   | Бразилія                    | Мараньян Піауї Баїя Мінас-Жерайс Ріо-де-Жанейро                                                                        |
| 23°24′ пд. ш. 45°0′ зх. д. / 23.400° пд. ш. 45.000° зх. д. | Атлантичний океан           | |
| 60°0′ пд. ш. 45°0′ зх. д. / 60.000° пд. ш. 45.000° зх. д.  | Південний океан             | |
| 60°40′ пд. ш. 45°0′ зх. д. / 60.667° пд. ш. 45.000° зх. д. | Південні Оркнейські острови | Проходить через острів Пауелл[en] (претендують Аргентина та Велика Британія)                                           |
| 60°43′ пд. ш. 45°0′ зх. д. / 60.717° пд. ш. 45.000° зх. д. | Південний океан             | |
| 78°15′ пд. ш. 45°0′ зх. д. / 78.250° пд. ш. 45.000° зх. д. | Антарктида                  | Проходить через Аргентинську Антарктиду та Британську Антарктичну Територію (претендують Аргентина та Велика Британія) |